# Oscar Faber
Oscar Faber CBE (* 5. Juli 1886 in London; † 7. Mai 1956 in Harpendon, Hertfordshire, Vereinigtes Königreich) war ein englischer Bauingenieur.
Er war der Sohn des dänischen Bevollmächtigten für Landwirtschaft in London. Dieser hat Faber bei der Entwicklung des Gebrauchs von bewehrtem Beton in Großbritannien beeinflusst. Weil viele Ingenieure dem neuen Material nicht vertrauten, war Faber der erste, der einfache Verbiegungsversuche machte, die ihn in die Lage versetzten, seine Theorie der plastischen Verformung oder Umformbarkeit des Betons zu entwickeln, und Schubspannungen in bewehrten Beton-Balken zu berechnen.
Zu seinen herausragenden Projekten gehören die Bank of England, das House of Commons, das Africa House und das India House in London. Er war Co-Autor bei dem Buch „Reinforced Concrete Design“ zusammen mit P. G. Bowie, das ein Standardwerk wurde. Fabers Arbeit am House of Commons brachte ihm 1951 den CBE-Titel (Commander of the British Empire) ein. Auch entwarf er in Snowhill, Bath, den Sanierungsplan (re-development scheme) für ein 11-stöckiges Haus mit 56 Maisonetten, eröffnet von Alderman Sam Day im März 1958 – in Gemeinschaftsarbeit mit den Architekten Snailum, Huggins und Lefevre.
Faber war zwischen 1935 und 1936 Präsident der Institution of Structural Engineers. Die Institution nannte einen Preis nach ihm, die Oscar-Faber-Medaille, die unter anderem 1973 an Fazlur Khan verliehen wurde.
Fabers Firma Oscar Faber & Partners wurde schließlich mit Maunsell zu Faber Maunsell verschmolzen. Am 4. Mai 2009 wurde Faber Maunsell in AECOM umbenannt.